# Каттоламполо
Каттоламполо (Хасетъёрн, норв. Hasetjørna) — озеро на границе Норвегии и России в долине реки Паз. Административно входит в Мурманскую область России и коммуну Сёр-Варангер Норвегии. Площадь 5,49 км², из них 1,24 в России. Расположено на высоте 51,9 м над уровнем моря.
Озеро относится к бассейну Баренцева моря, связывается с ним рекой Паз. Питание озера в основном снеговое и дождевое. Рельеф берега равнинный. Лесные массивы на берегах состоят в основном из берёзы и сосны. На восточном берегу выделяются горы Ваккерстрыкене. На озере несколько островов, крупнейшие: Грасхольмен и Саухолмен. Озеро по реке Паз вверх соединяется с озером Воуватусъярви, а по реке вниз с озером Боссояврре.
На озере отсутствуют населённые пункты.